# Cratere Amazonite
Amazonite è un cratere sulla superficie di 2867 Šteins.